# Mazanec
Le mazanec ou pain de Pâques est une sorte pain-brioche cuit habituellement à Pâques à partir d'une pâte levée sucrée. Cette pâte est également utilisée pour la vánočka. C'est l'une des plus anciennes pâtisseries cérémonielles tchèques. La préparation du mazanec se fait traditionnellement le samedi saint. Selon les personnes à qui il était destiné, sa composition variait. Pour les serviteurs, la pâte était ordinaire, tandis qu'elle était enrichie de raisins secs et d'amandes pour les visiteurs.
La pâte la plus riche est de couleur très jaune et est cuite au four avec des raisins secs ou des morceaux de fruits confits. Au-dessus, avant de cuire au four, on traçait une croix avec un objet pointu et on parsemait d'amandes effilées. La recette peut varier selon les maîtresses de maison.
Le mazanec était autrefois un gâteau fait de tranches de pain séchées que l'on avait trempées dans le vin et parsemées de pavot ou de bouillie à l'amande.

## Histoire
Les plus anciennes recette de mazanec datent du XVe siècle et du début du XVIe siècle. Certaines étaient confectionnées pour Pâques ; il en existe également que l'on consommait en dehors de cette période.
À l'époque, on n'ajoutait pas de sucre à la pâte car c'était un ingrédient peu connu et cher, seule une crème un peu sucrée était ajoutée.
Puis on confectionna la recette avec de la farine blanche, de la levure, des œufs et des épices (on cite souvent le safran et le clou de girofle), voire du fromage blanc sucré chez les familles plus aisées.
Autrefois, il revenait à la famille de décider si elle confectionnait un grand mazanec où chacun aurait sa part, ou si, comme dans les familles plus riches, chacun des membres de la famille aurait son propre petit pain individuel.
On emportait ces brioches à la messe le dimanche de Pâques pour les faire bénir.

## Galerie

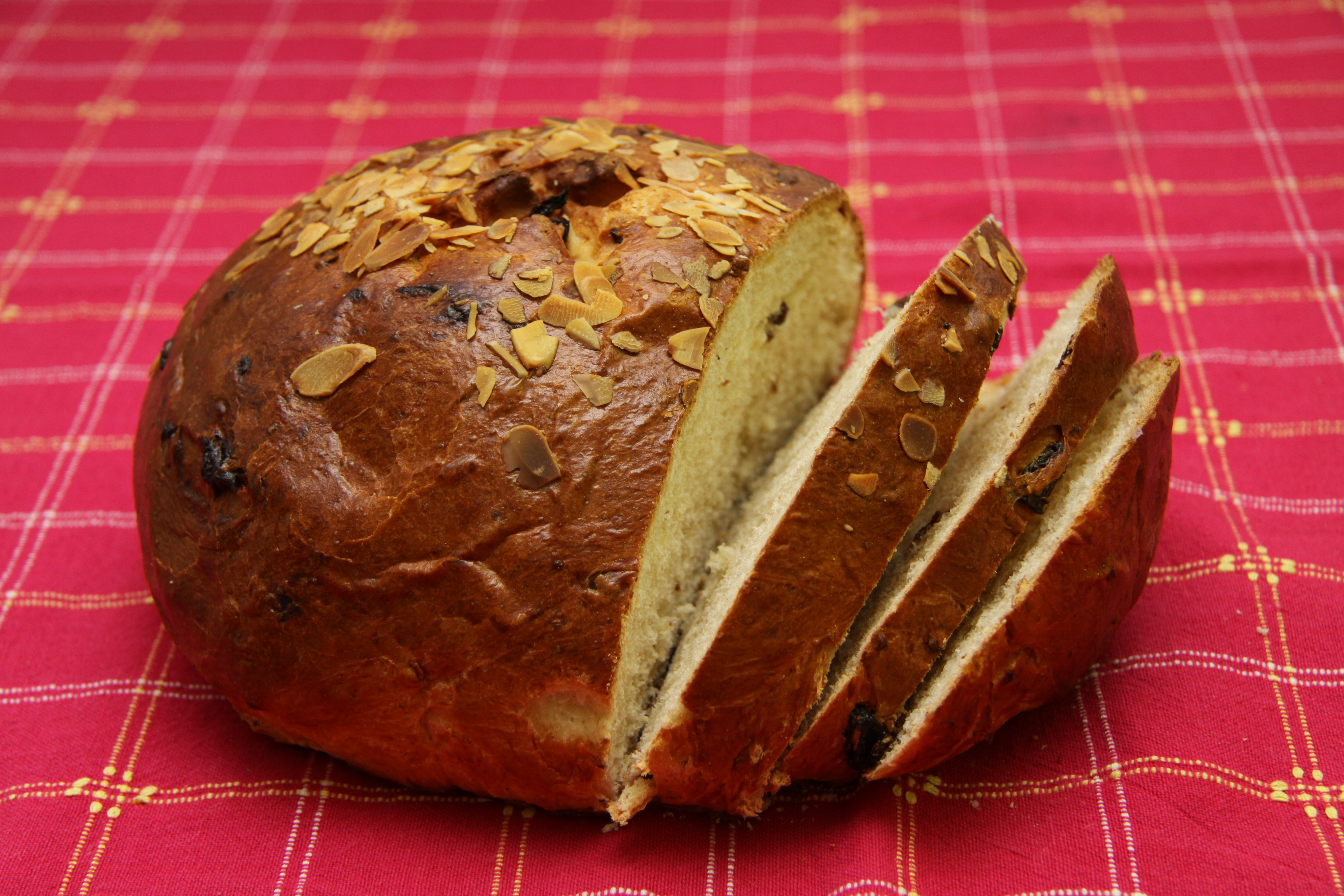
Mazanec en tranches.
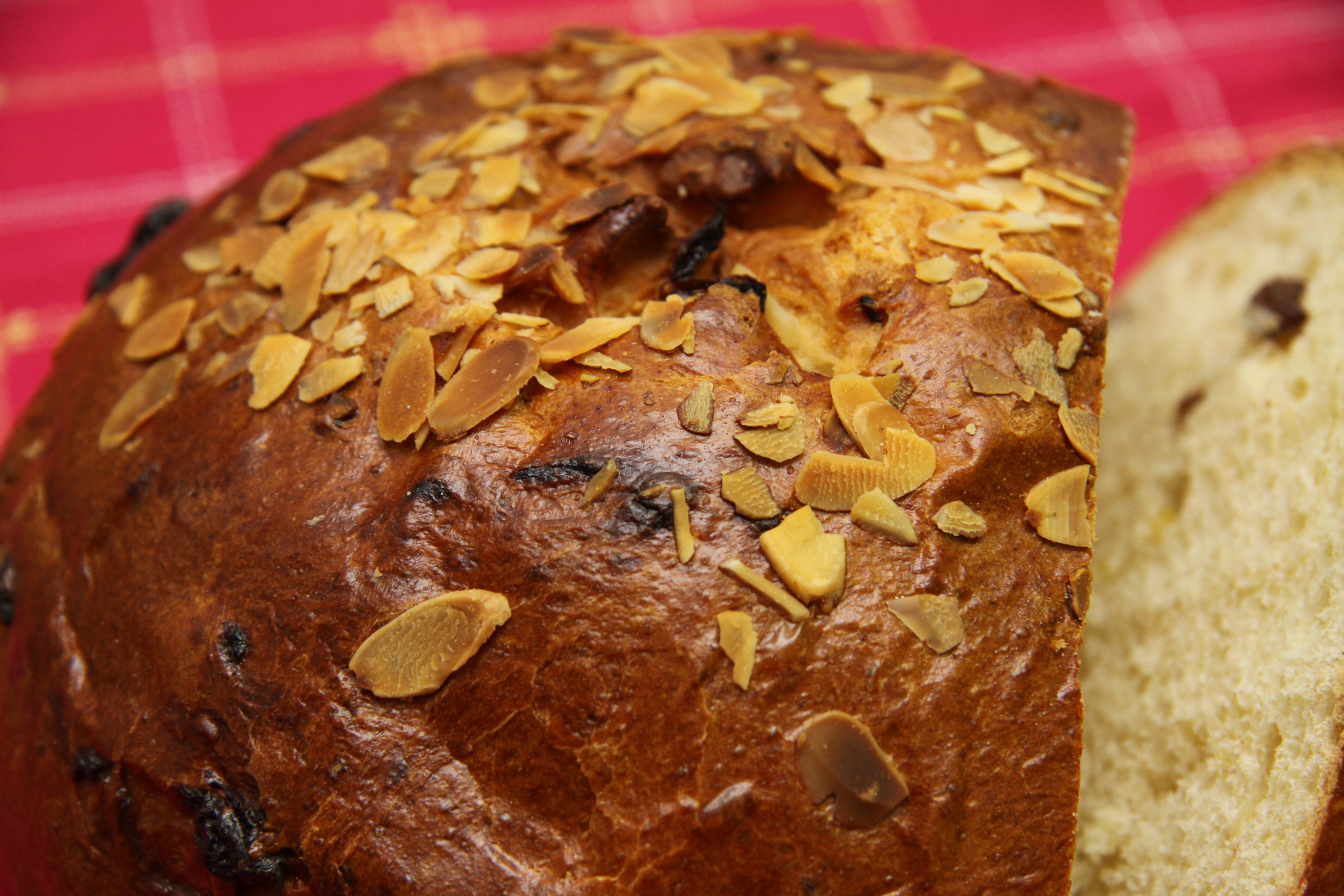
Gros plan sur les amandes effilées à la surface du pain.

## Voir également